# Anthony-Rawḥ al-Qurashī
 (février 2024).
Antoine-Rawḥ al-Qurashī est un martyr chrétien arabe du VIIIe siècle. Son nom al-Qurashī indique qu'il était issu de la tribu des Quraych.

## Biographie

### Enfance et formation
Antoine, né Rawḥ al-Qurashī, était un noble musulman de Damas, descendant de la tribu des Quraych.
Il assista à la transformation de l'Hostie consacrée en agneau lors d'une messe. À la suite de cet événement, il se convertit au christianisme et est baptisé à Jérusalem, prenant le nom d'Antoine.

### Mort
De retour à Damas, sa famille le dénonce aux autorités musulmanes, ce qui conduit son jugement et son exécution à Raqqa, sous le règne du calife Harun al-Rashid, où il est décapité le jour de Noël de l'an 799.